# Преподобни Јаков Нови Тумански
Преподобни Јаков Нови Тумански рођен као Радоје Арсовић (1894 — 1946) био је српски светитељ и монах. По образовању био је доктор филозофије и права.

## Младост и школовање
Рођен је 13. децембра 1894. године на Равној Гори, у селу Кушићу, општина Кушићи код Ивањице. Световно - крштено име му је било Радоје. Основну и средњу школу завршио је у Србији. Докторирао двапут у Француској након студија: из области филозофије на Сорбони и из области права у Монпељеу. Такође се током световног живота бавио и медицином, правом и теологијом. Радио је као службеник дипломатије Краљевине Југославије у Француској. Године 1929. именован је за амбасадора Југославије у Паризу.

## Монаштво
Након Првог светског рата, упознаје владику жичког Николаја Велимировића који је извршио велики утицај на њега да се посвети Цркви. Био је активан учесник Богомољачког покрета и писац више побожних чланака и преводилац. Превео је 1937. године књигу Житије светих девојака, објављену у Крагујевцу. Након Богомољачког сабора у Врњачкој бањи, напустио је дипломатску службу у Паризу и дошао у Охрид, а потом Битољ где је служио уз владику Николаја. Тамо се замонашио 1938. године, и узео име Јаков. Интелектуалац са два доктората и са лепим положајем у друштву се међутим одрекао света и закалуђерио, да би се затим строго подвизао. Ступио је у монашко братство у манастиру Жичи, као сабрат. Једно време је касније боравио и у манастиру Љубостињи.
По повратку из Охрида, уређивао је пред Други светски рат (до фебруара 1941) часопис Писмо и Мисионар у Крагујевцу. Са кофером пуним књига пешачио је и мисионарио између Чачка и Краљева.
Био је ћутљив, смеран, смирен и прозорљив; предвидео је немачко бомбардовање Београда и страдање српског народа. Пред рат је шетао по Краљеву водећи волове упрегнуте у јарму, и упозоравајући народ говорио да му предстоји ропство.
Током Другог светског рата проповедао је у београдским црквама, а када му је то било забрањено наставио је по гимназијама и школама. У лето 1941. године налазио се у манастиру Љубостињи, уз епископа Николаја ту интернираног.

## Смрт
Био је ухапшен 1945. године у Великој Дренови од стране комунистичке власти, која га је подвргла тортури са намером да се одрекне конзервативних религиозних уверења. 1946. године из Београда је донео 8000 примерака Оченаша које је разделио путницима на железничкој станици у Пожаревцу, због чега су га комунисти пребили на смрт. Припадници УДБЕ су га ноћу дочекали на путу између Пожаревца и Раброва, и мучки напали. Од последица тог напада је шестог дана затим, умро у селу Раброву, у дому богомољца Васе Поповића. Иако сабрат манастира Жиче, по својој жељи сахрањен је у манастиру Туман.

## Светитељ
У децембру 2014. године са благословом владике браничевског Игњатија, отворен је његов гроб и његове мошти су се показале целима и нетрулежнима.
Од 2017. године Српска православна црква га прославља као светитеља под именом преподобни Јаков Нови Тумански. Православна црква га прославља 8. августа по јулијанском, а 21. августа по грегоријанском календару.